# Iva Ciglar
Iva Ciglar (Slavonski Brod, 12. prosinca 1985.) hrvatska košarkašica članica Hrvatske košarkaške reprezentacije, igra na poziciji organizatora igre. Članica je mađarskog UNIQA Euroleasinga.

## Karijera
Iva je profesionalnu karijeru započela 2001. godine u ŽKK Medveščak, 2005. prelazi na Floridu u sveučilište Florida International 2008. i 2009. igra u Sloveniji za ŽKK Merkur Celje 2009. godine igra u Mađarskoj za Szeviep, 2010. prelazi u ruski klub Spartak za koji i sada igra.
2005. je bila članicom hrvatske ženske košarkaške reprezentaciju za igračice do 20 godina koja je osvojila 5. mjesto., a s njom su još igrale Mirna Mazić, Josipa Bura (3. po šutu za dvicu), Sanda Tošić (5. po šutu za tricu), Monika Bosilj (najbolja izvođačica slobodnih bacanja) i druge, a izbornica je bila Linda Antić-Mrdalj.
2008. je bila u skupini igračica koje je pozvao izbornik Nenad Amanović na pripreme za EP 2009.